# 阿弗拉西亞布王朝
阿弗拉西亞布王朝（Afrasiyab dynasty，或稱Chalavi dynasty）是在塔巴里斯坦（現今伊朗馬贊德蘭省）的伊朗人建立的小王朝。王朝信奉伊斯蘭教什葉派，曾在中世紀後期，薩法維王朝興起之前興盛過。這個王朝因為創立者名為起亞·阿弗拉西亞布，也被稱為起亞王朝（Kia dynasty），建國者於公元1349年征服巴文德王朝，成為該地區的統治者。薩法維王朝建國者伊斯瑪儀一世在1504年入侵馬贊德蘭，而把阿弗拉亞布王朝終結。

## 歷史
起亞·阿弗拉西亞布是某位名為Hasan Chulabi的兒子，Hasan Chulabi來自Chulabids家族，這個家族是馬贊德蘭統治者巴文德王朝之下的望族。阿弗拉西亞布是位斯帕撒拉（請參考 斯帕巴德），他也是巴文德王朝末代統治者哈桑二世（在位時期1334年-1349年年）的姐妹夫（或是連襟）。
1349年，哈桑二世下令處決他最有勢力朝臣中，名為賈拉勒·本·艾哈邁德·賈爾（Jalal ibn Ahmad Jal）者，這位朝臣來自統治薩里的賈拉利（Jalali）家族。這項處決導致在馬贊德蘭的貴族發動叛亂，哈桑二世試圖從Chulabids家族尋求支持。但阿弗拉西亞布的兩個兒子反而趁哈桑二世在沐浴時將他謀害。
阿弗拉西亞布因此取得巴文德王朝領土的控制權，這標誌著巴文德王朝的結束，和阿弗拉西亞布王朝的開始。哈桑二世的兒子設法逃往帕度式帕尼德王朝統治者埃斯坎達二世的宮廷，這位兒子後來曾試圖恢復巴文德王朝在馬贊德蘭的統治權，但未能成功。阿弗拉西亞布還另有問題，馬贊德蘭當地的貴族將他視為篡位者，不承認他的他的王權。
不久後，阿弗拉西亞布試圖通過尋求來自達布達旭特（屬於阿莫勒地區）名為米爾·布祖格的賽義德德爾維希的援助，希望能將局勢穩定。但某些跟隨米爾·布祖格的德爾維希對阿弗拉西亞布懷有敵意，迫使阿弗拉西亞布將米爾·布祖格和跟隨他的許多德爾維希囚禁。但米爾·布祖格的支持者不久後發動叛亂，將他從監獄中救出。 1359年，阿弗拉西亞布與米爾·布祖格在阿莫勒附近交戰，阿弗拉西亞布戰敗，與他的三個兒子一起被殺。
米爾·布祖格很快征服阿弗拉西亞布王朝的領土，並建立瑪拉希王朝。阿弗拉西亞布還有其他幾個兒子，他們試圖在馬贊達蘭恢復阿弗拉西亞布王朝的統治權。兒子中有位Fakhr al-Din Chulabi，將米爾·布祖格的一個兒子謀害，導致阿弗拉西亞布家族的大部分遭到屠殺。阿弗拉西亞布的另一個兒子依斯干達·伊·謝克設法在帖木兒的幫助下，於1393年把阿弗拉西亞布王朝的統治恢復。依斯干達·伊·謝克後來協助帖木兒前往伊拉克、希爾凡、和安納托利亞征戰。並獲得輝煌戰果，依斯干達·伊·謝克之後被允許返回馬贊德蘭，但他不久就反叛帖木兒。帖木兒在1403年入侵馬贊丹蘭以為鎮壓。依斯干達·伊·謝克與妻子和兩個孩子一起逃離阿莫勒。斯干達·伊·謝克擔心妻與子會背叛他，因此將他們殺死。
依斯干達·伊·謝克在不久後就被帖木兒軍隊所殺，帖木兒命令把他的頭顱送給在菲魯茲庫築城防禦的兒子基亞·侯賽因一世。基亞·侯賽因一世見了父親的頭顱後，同意投降，帖木兒將他赦免，基亞·侯賽因一世承認帖木兒帝國為阿弗拉西亞布王朝的宗主國。基亞·侯賽因一世後來由他兒子Luhrasp繼任。Luhrasp的統治期間在公元1475年左右，他的繼承人，也是孫子基亞·侯賽因二世統治馬贊德蘭西部大部分地區，以及菲魯茲庫、達馬文德、和Hari-rud地區。在白羊王朝聯盟崩潰期間，基亞·侯賽因二世將領域從馬贊德蘭西部擴展到伊朗中部，並奪下雷伊和塞姆南。他還擊敗駐紮在戈爾甘的帖木兒帝國總督Mohammad Hosayn Mirza。
後來，他與薩法維王朝國王伊斯瑪儀一世（在位期間公元1501年到1524年）為敵，他可能已經將伊斯瑪儀一世視為同樣是伊朗信奉什葉派的對手。伊斯瑪儀一世在1504年入侵基亞·侯賽因二世的領土，奪取Gol-e Khan和菲魯茲庫兩個據點，並在奧斯塔（Osta）將基亞·侯賽因二世包圍。後者自殺，他的屍體在伊斯法罕受到公開焚燒，而他在馬贊丹蘭的追隨者均被殺戮。

## 資料來源
- Madelung, W. . . London u.a.: Routledge & Kegan Paul: 747–753. 1984  [2021-09-01]. ISBN 90-04-08114-3. （原始内容存档于2018-04-04）. |article=和|title=只需其一 (帮助)
- Bosworth, C. E. . . New York: 742–743. 1984  [2021-09-01]. （原始内容存档于2021-07-22）.
- Savory, Roger. . : 628–636. 1998  [2021-09-01]. （原始内容存档于2021-02-05）. |article=和|title=只需其一 (帮助)

## 進一步閱讀
- Yavari, Neguin. . Fleet, Kate; Krämer, Gudrun; Matringe, Denis; Nawas, John; Rowson, Everett  (编). . Brill Online. 2015. ISSN 1873-9830.